# Natatolana matong
Natatolana matong är en kräftdjursart som beskrevs av Bruce1986. Natatolana matong ingår i släktet Natatolana och familjen Cirolanidae. Inga underarter finns listade i Catalogue of Life.